# DX Возничего
DX Возничего (лат. DX Aurigae) — одиночная переменная звезда в созвездии Возничего на расстоянии (вычисленном из значения параллакса) приблизительно 24878 световых лет (около 7628 парсеков) от Солнца. Видимая звёздная величина звезды — от +15m до +13,9m.

## Характеристики
DX Возничего — красная пульсирующая полуправильная переменная звезда типа SRA (SRA) спектрального класса M. Эффективная температура — около 3296 К.